# Strike (TV-serie)
Strike är en brittisk TV-serie, baserad på detektivromaner skrivna av J.K. Rowling under pseudonymen Robert Galbraith. Serien hade premiär den 27 augusti 2017 på BBC One.

## Rollista i urval
- Tom Burke – Cormoran Strike
- Holliday Grainger – Robin Ellacott
- Kerr Logan – Matthew Cunliffe
- Ben Crompton – Shanker
- Natasha O'Keeffe – Charlotte Campbell
- Killian Scott – D.I. Eric Wardle
- Sargon Yelda – D.I. Richard Anstis